# Рафаел Кабрал
Рафаел Кабрал (порт. Rafael Cabral Barbosa, нар. 20 травня 1990, Сорокаба) — бразильський футболіст, воротар італійського клубу «Сампдорія».

## Клубна кар'єра
Народився 20 травня 1990 року в місті Сорокаба, штат Сан-Паулу. Вихованець футбольної школи клубу «Сантус». Дорослу футбольну кар'єру розпочав 2009 року в основній команді того ж клубу, кольори якої захищає й донині. За цей час допоміг своїй команді виграти Володар Кубок Бразилії, тричі поспіль Лігу Паулісту та Кубок Лібертадорес.

## Виступи за збірні
2012 року мав захищати кольори олімпійської збірної Бразилії на Олімпійських іграх 2012 року у Лондоні, проте перед початком турніру зазнав травму і був замінений на Габріела Васконселлоса.
2011 року дебютував в офіційних матчах у складі національної збірної Бразилії. Наразі провів у формі головної команди країни 3 матчі.

## Титули і досягнення
- Переможець Ліги Пауліста (3):

«Сантус»: 2010, 2011, 2012
- Володар Кубка Бразилії (1):

«Сантус»: 2010
- Володар Кубка Лібертадорес (1):

«Сантус»: 2011
- Переможець Рекопи Південної Америки (1):

«Сантус»: 2012
Збірні
- Переможець Суперкласіко де лас Амерікас: 2011, 2014